# Paramedicin
Paramedicin (av grekiska para: bredvid) är verksamhet inom sjukvården som arbetar med icke rent medicinska behandlingar, dvs utgör den delen av sjukvården som arbetar med kompletterande behandlingar utöver läkemedel och kirurgi, som t.ex. rehabilitering. Paramedicinsk personal lyder under Hälso- och sjukvårdslagen. 
Några exempel på yrkesgrupper inom paramedicin är fysioterapeut/sjukgymnast, dietist, arbetsterapeut, kurator och logoped. Till de metoder som tillämpas kan räknas bl. a. behandling med samtalsterapi, styrketräning och pedagogisk instruktion.
Ej att förväxla med engelskan paramedicine, som betyder “ambulansvård”.